# Geranomyia alberticola
Geranomyia alberticola is een tweevleugelige uit de familie steltmuggen (Limoniidae). De soort komt voor in het Afrotropisch gebied.